# Lambda Serpentis
Désignations
Lambda Serpentis (λ Ser, λ Serpentis) est une étoile de la constellation du Serpent, localisée dans sa tête (Serpens Caput). Elle a une magnitude apparente de 4,43, ce qui la rend visible à l'œil nu. D'après la mesure de sa parallaxe par le satellite Hipparcos, elle est située à ∼ 39,5 a.l. (∼ 12,1 pc) de la Terre.

## Propriétés
Lambda Serpentis est plus grande et plus massive que le Soleil, bien qu'elle soit de type spectral similaire. Sa luminosité est presque le double de celle du Soleil et son atmosphère extérieure a une température effective de 5 884 K.
Lambda Serpentis se dirige en direction du Système Solaire avec une vitesse radiale de 66,4 km/s. Dans environ 166 000 ans, l'étoile sera au plus près du Soleil à une distance de 7,371 ± 0,258 années-lumière, avant de s'éloigner ensuite.

## Recherche de compagnons
Une périodicité de 1 837 jours (5,03 années) a été suspectée par Morbey & Griffith (1987), mais elle est probablement due à l'activité stellaire. L'équipe de l'observatoire McDonald a fixé des limites à la présence d'une ou plusieurs exoplanètes autour de Lambda Serpentis avec des masses comprises entre 0,16 et 2 masses de Jupiter et des séparations moyennes allant de 0,05 à 5,2 unités astronomiques. En 2020, une exoplanète restant à confirmer a été détectée en orbite autour de Lambda Serpentis par la méthode des vitesses radiales. Avec une masse minimale de 0,043 MJ (soit 13,6 M⊕) et une période orbitale de seulement 15 jours, cette planète serait probablement un Neptune chaud :
| Planète | Masse              | Demi-grand axe (ua)           | Période orbitale (jours) | Excentricité | Inclinaison | Rayon |
| ------- | ------------------ | ----------------------------- | ------------------------ | ------------ | ----------- | ----- |
| b       | ≥ 0,043 ± 0,004 MJ | 0,123 611+0,000 009 −0,000 01 | 15,508 ± 0,002           | 0,2 ± 0,1    |             |       |